# Yvonne Desportes
Yvonne Desportes (Coburgo, Alemania, 18 de julio de 1907-París, 19 de julio de 1993) fue una compositora, autora y educadora musical francesa. Enseñó en el Conservatorio de París y escribió muchos libros de música. Compuso más de 500 obras.

## Educación
Nació en Coburgo, Alemania, hija de Émile Desportes, compositor, y Bertha Troriep, pintora. Estudió piano con Yvonne Lefébure y Alfred Cortot. En 1918 recibió clases de solfeo en el Conservatorio de París. Estudió durante tres años en la École Normale de Musique y luego asistió al Conservatoire National Supérieur de Paris desde 1925 hasta 1932. También tomó clases con Jean y Noël Gallon, Marcel Dupré, Maurice Emmanuel y Paul Dukas.

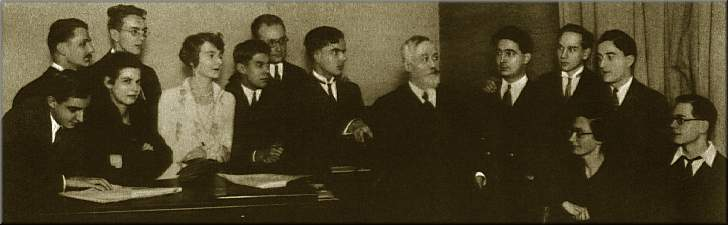
En clase de Dukas

## Prix de Roma
En 1927 Desportes ganó el Premier Prix en armonía.y en 1928 ganó el Premier Prix en fuga. Compitió cuatro veces por el Prix de Rome. En 1929 no avanzó a la segunda ronda. En 1930 ganó el Deuxième Second Grand Prix. La reseña de Paul Bertrand de la cantata Actéon de Desportes, que apareció en Le Ménestrel, remarcaba su concepción armónica y su feminidad: «En su conjunto está concebida armónicamente y no contrapuntísticamente, sólidamente asentada desde el principio en la tonalidad de Mi en la cual despliega agradables acordes de percusión. Es todo delicadeza, toda feminidad, atestiguada por una marcada predilección por los compases y los ritmos ternarios, que evoca con una agradable espontaneidad, una conmovedora frescura de sentimiento.»
En 1931 ganó el Premier Second Grand Prix. Paul Bertrand escribió en su reseña anual que «Su Cantata era quizás, de todas, la más homogénea y la más hábil [sic] por un agudo sentido de las progresiones y del contraste. Pero parecía durar un poco tanto el alcance como la sensibilidad real.» Se impuso a Henriette Puig-Roget que ganó el Deuxième Second Grand Prix. Nunca antes dos mujeres habían ganado estos premios en el mismo.
En 1932, Desportes ganó el Premier Grand Prix. Paul Betrand escribió: «La señorita Desportes posee una verdadera sensibilidad y un precioso don para la expresión dramática. Se encontró a gusto en la interpretación de un texto de naturaleza claramente teatral. Sin sacrificar en exceso la calidad intrínseca de la música, la subordinó al drama, y dio notablemente al Romance un color a la vez simple y conmovedor, envolviendo el canto bebedor en una fantasía pintoresca.» 
Su cantata también fue elogiada por su estructura cíclica unificada. En su disertación Musiciennes: Women Musicians in France during the Interwar Years, 1919-1939, Laura Ann Hamer habla del triunfo de Desportes y de sus luchas vitales.
El hecho de que el Instituto de Francia «concediera el Premier Grand Prix a Desportes en 1931 [sic], en una época en la que el gobierno francés buscaba activamente marginar a las mujeres en la esfera doméstica y excluirlas de la vida pública, sugiere que las mujeres eran lo suficientemente aceptadas por la Academia de Bellas Artes como para permitirles conceder su más alto premio a una joven madre, cuyo divorcio y determinación para triunfar como músico representaban una significativa burla de las convenciones sociales normales en la Francia de entreguerras.»

## Carrera docente
En la Villa Médicis, conoció y se casó con Ulysse Gemignani, Premier Grand Prix de Rome en escultura. En 1932 terminó su puesto de tutora de armonía en el Conservatorio. Cuando regresó, encontró el mismo puesto, excepto como profesora de solfeo de 1937 a 1938. Luego escribió sus famosas Leçons de solfège. A principios de 1943 se convirtió en profesora titular de solfeo y luego, en 1959, en profesora de contrapunto y fuga.
Desportes escribió 332 obras instrumentales (159 obras vocales y 31 libros de música). Estas obras incluyen tres sinfonías, un réquiem y ocho óperas. Su estilo compositivo, aunque influenciado por el período barroco, se inclinó más hacia la «rica paleta orquestal de los Cinco rusos […] y el lenguaje armónico de Ravel y los primeros Stravinsky.» A pesar de ser una compositora y educadora musical actual, Desportes también se tomó en serio su vida familiar. Cuando un entrevistador les preguntó si habían olvidado algún aspecto de su carrera, ella respondió, «sí, la parte que se refiere a mis hijos: once y trece años". Y para mi hija mayor: diecisiete años.»

## Estilo composicional
Compositora con sentido del humor, en su Variations sur le nom de Beethoven para orquesta (1974), no solo se transcribe cada letra del nombre y del apellido del compositor mediante una nota (con enormes intervalos entre cada una), sino que se detectan alusiones a su Quinta Sinfonía en medio de una melodía personal. En Pavane pour un timbalier dèfunt: A Félix Passerone in memoriam (Pavane para un timbalero fallecido: Para Félix Passerone, antiguo timbalero principal de la Ópera de París y profesor en el Conservatorio). La obra es para tambores militares o redoblantes que acompañan a los cantantes obligados a cantar «tataralatatarasa… tiguidiguiditatalota…» puntuada por la interjección del subtítulo… “¡Scrogneugneu!” (que se traduce como ¡Humph!).
El uso de un nombre representado por notas también se utilizó en el dúo de saxofón y arpa de Desportes, Une fleur sur l'étang (una flor en el estanque). Idit Shner escribió: ««El tercer movimiento […] está dedicado a [Daniel] Kientzy mediante la incorporación de su nombre en la música. A partir del compás 51 […] aparecen letras sobre cada tono en la línea de saxofón y arpa. Las letras deletrean "Daniel Kientzy" hacia adelante y hacia atrás (principal y retrógrado)».

El nombre Daniel se usa en esta partitura.

## Reseñas
En su reseña del quinteto de metales de Desportes Imageries d'antan (Imágenes de antaño), Donald Johns describió su uso de la métrica y el estilo compositivo. «Como sugiere el título, esta es una obra programática, y cada uno de los tres movimientos refleja un carácter diferente: el primero, un movimiento impulsivo, tipo fanfarria, expresa un carácter marcial; el segundo, un dúo de amor, está realizado musicalmente por la trompeta y el trombón, y el tercero, una danza animada con un uso intenso de metros cambiantes, incluye una serie de variaciones en la subdivisión de ocho-ocho y diez-ocho metros. Los cambios de compás se emplean a la manera de Stravinsky para mejorar la flexibilidad de la estructura de las frases, todo muy orgánico y lógico. Aunque está dedicada "au merveilleux Quintette de l'Orchestre National de France", la obra no es una orgía de despliegue técnico. A pesar de una buena cantidad de tesitura alta, especialmente para la primera trompeta, la obra está, en general, cómodamente escrita, y llena de la coloración de las cuartetas y las polifonías que son elementos básicos de la escritura de los metales. Considerándolo todo, un trabajo acertado de momentos sólidos, satisfactorios y típicos en algunas obras de Honegger y Milhaud.»
En un libro escrito por Michel Gemingnani, el hijo de Desportes, Gemignani recogió homenajes de colegas y estudiantes de su madre:

Cosechaste numerosos premios en el Conservatorio Nacional Superior de París, pero aprendiste a desarrollar un sentido interno de la bella obra, de la música que respira con el corazón y de la devoción a los demás.
Marcel Landowski, 14 de noviembre de 1994, compositor francés, 1915-1999.

Siempre me ha deslumbrado (y me sigue deslumbrando) la cantidad de obras que escribía y la facilidad con la que salían de su pluma. [...] Su música, siempre espontánea y viva, a veces mostraba de buen grado un espíritu humorístico y anticonformista poco común en la música contemporánea. [...] Tenía un espíritu lo suficientemente abierto para discernir lo que era valioso e incorporar ciertas técnicas en su propia música, no para ser "moderna", sino porque veía las posibilidades expresivas que podía extraer.
Jacques Castérède, compositor francés, 1926-2014.

La pedagogía, fuera de la transmisión de conocimientos, implica una gran sensibilidad y un sentido psicológico adaptado a los alumnos oh que hay que adivinar los progresos lentos, las vacilaciones, el ensayo y el error. Yvonne Desportes poseía estas facultades en la forma más elevada, sabiendo ser estricta, severa incluso cuando falla, pero también animar al alumno cuando pierde el paso.
Jean Podromides, compositor francés, 1926-.

Desportes se retiró del Conservatorio en 1978. Fue galardonada con el Chevalier de l'Ordre National du Mérite. Hamer describe que Desportes "escribió una serie de obras para su hijo mayor, el percusionista Vincent Gemignani, incluido el Concerto pour percussion et orchestre (1963). Al hacer esto, se convirtió en una de las primeras compositoras en escribir un concierto para percusión y contribuyó a su elevación a la categoría de solista. También experimentó escribiendo para el nuevo instrumento de percusión que él inventó: la bronte”. La bronte se describe como «un extraordinario instrumento musical hecho de alpaca, que tiene teclados de metal amplificados por un resonador. Tocada con un arco o con martillos, esta 'escultura sonora' puede producir una amplia gama de sonidos (que se extienden desde los más profundos hasta los más agudos) con colores totalmente originales y tonalidades extraordinariamente sensuales que son a la vez profundas y misteriosas».
Yvonne Desportes murió el 19 de julio de 1993 en París.

## Obras
Desportes compuso más de quinientas obras, entre ópera, sinfonías, ballets, conciertos, música de cámara y música instrumental vocal y solista. Las obras seleccionadas incluyen:
- La Foire aux Croûtes, 12 miniatures for percussion and piano
- Passionette: pour chant et piano
- La Danse De Xylonette
- Sonate Pour Un Bapteme
- Suite Italienne
- 20 petites pièces en forme d'études pour xylophone
- Sicilienne et Allegro, para corno y piano (1932)
- Trifaldin, ballet (1935)
- Le Rossignol et l'Orvet, opéra (1936)
- Les 7 Péchés capitaux, ballet (1938)
- French Suite for four Bb clarinets (1939)
- Maître Cornelius, opéra (1940) según Balzac
- La farce du carabinier, opéra (1943)
- Ballade Normande, para cuerno y piano (1943)
- Variations symphoniques (1946)
- Improvisation, para cuerno y piano (1953)
- Concerto pour percussion n°1 (1957)
- Symphonie n°1 Saint-Gindolph (1958)
- Concerto pour percussion n°2 (1960)
- Voyage au-delà d'un miroir, pour 3 percussions (1963)
- Symphonie n°2 Monorythmie (1964)
- Vision cosmique, pour 3 percussions avec bronté (1964)
- Le Forgeur de merveilles, opéra (1965) según O'Brien
- Symphonie n°3 L'Éternel féminin (1969)
- Au-delà de la prière pour bronté et orchestre à cordes (1970)
- Sextuor La maison abandonnée
- Octuor pour quatuor vocal et quatuor à cordes
- Quatuor
- Quintette
- Ambiances pour soprano et 2 percussions
- 7 Poèmes abstraits pour chœur mixte et percussion
- 8 Pièces vocales pour soli, chœur et orchestre
- Les amis de toujours pour chœur mixte
- Des chansons dans la coulisse pour trombone et piano
- L'horloge jazzante pour saxophone et guitare